# جورج دبليو. ليندسي
جورج دبليو. ليندسي (بالإنجليزية: George W. Lindsay)‏ هو سياسي أمريكي، ولد في 28 مارس 1865 في بروكلين في الولايات المتحدة، وتوفي في 15 مارس 1938. حزبياً، نشط في الحزب الديمقراطي. وقد انتخب عضو جمعية ولاية نيويورك وانتخب عضو مجلس النواب الأمريكي.